# Tonco
Tonco is een gemeente in de Italiaanse provincie Asti (regio Piëmont) en telt 895 inwoners (31-12-2004). De oppervlakte bedraagt 11,8 km², de bevolkingsdichtheid is 76 inwoners per km².

## Demografie
Tonco telt ongeveer 411 huishoudens. Het aantal inwoners daalde in de periode 1991-2001 met 3,0% volgens cijfers uit de tienjaarlijkse volkstellingen van ISTAT.
| Jaar | Inwoneraantal |
| ---- | ------------- |
| 1991 | 919           |
| 2001 | 891           |

## Geografie
De gemeente ligt op ongeveer 271 m boven zeeniveau.
Tonco grenst aan de volgende gemeenten: Alfiano Natta (AL), Calliano, Castell'Alfero, Corsione, Frinco, Montiglio Monferrato, Villa San Secondo, Villadeati (AL).